# José Cutileiro
José Pires Cutileiro (Évora, 20 november 1934 - Brussel, 17 mei 2020) was een Portugees diplomaat.
Cutileiro studeerde architectuur en medicijnen aan de Universiteit van Lissabon en antropologie aan de Universiteit van Oxford. In de jaren 60 deed hij als antropoloog veldwerk in de buurt van Pardais (freguesia in de gemeente Vila Viçosa). Van 1971 tot 1974 gaf hij lezingen bij de afdeling Social Anthropology van de London School of Economics and Political Science. Daarna trad hij in de Portugese diplomatieke dienst.

## Diplomatieke dienst (1974-1994)
Als Portugees diplomaat was hij 
- de eerste permanent vertegenwoordiger namens Portugal in de Raad van Europa (1977-1980)
- ambassadeur in Maputo (Mozambique; 1980-1983)
- leider van de Portugese delegatie bij de OVSE ontwapeningsconferentie in Stockholm (1984-1986)
- leidde hij de namens Portugal de onderhandelingen over de toetreding van zijn land tot de West-Europese Unie (WEU; 1988)
- ambassadeur in Pretoria (Zuid-Afrika; 1989-1991)
- speciale adviseur van de Minister van Buitenlandse Zaken (1992-1994).

In de eerste helft van 1992 was Portugal de voorzitter van de EG en in de periode was João de Deus Pinheiro de minister van Buitenlandse Zaken van Portugal. Op 18 maart 1992 bereikten Alija Izetbegović (leider van Bosnische moslims), Mate Boban (Bosnisch-Kroatisch leider) en Radovan Karadžić (Bosnisch-Servisch leider) overeenstemming over het plan dat Cutileiro samen met hen had opgesteld. Nadat Izetbegović het Cutileiro-plan had besproken met de Amerikaanse diplomaat Warren Zimmermann trok Izetbegović zijn instemming van dit plan in. Sommige experts denken dat zonder de invloed van Zimmermann de Bosnische Oorlog voorkomen had kunnen worden.

## Na 1994
Na lang onderhandelen werd José Cutileiro in 1994 op 59-jarige leeftijd Secretaris-generaal van de West-Europese Unie. In 1999 werd hij opgevolgd door de Spanjaard Javier Solana; tot dan de Secretaris-generaal van de NAVO.
In juni 2001 werd hij de speciale vertegenwoordiger van de VN-mensenrechtencommissie voor Bosnië en Herzegovina en Joegoslavië. Oorspronkelijk zou hij dat één jaar blijven, maar het mandaat werd met een jaar verlengd.
Van juli 2001 tot juni 2004 was hij eveneens de George F. Kennan Professor aan de Institute for Advanced Study in Princeton, New Jersey.
Voorzitter van de Europese Commissie José Manuel Barroso stelde hem van 1 april 2009 tot 31 oktober 2009 aan binnen zijn kabinet  als speciale adviseur voor de Voorzitter en leden van de Europese Commissie. In deze hoedanigheid bood Cutileiro Barroso analyse op het gebied van het GBVB, met name voor de Balkan-regio en in het kader van het Verdrag van Lissabon.